# Albumblad in C Majeur
Albumblad is een compositie van Niels Gade. Het is een van zijn stukken met dezelfde titel. Dit werkje uit 1860 bleef alleen in manuscript bewaard. Anker Blyme, pianist en musicoloog heeft geen eerdere uitvoering van dit werk kunnen vinden, dan de opname die Blyme zelf heeft gemaakt. 